# Château de Wittringen
Le château de Wittringen (Schloss Wittringen) est un Wasserschloss, c’est-à-dire un château fortifié entouré d’eau, situé dans l’État de Rhénanie-du-Nord-Westphalie en Allemagne, près de Gladbeck.

## Historique

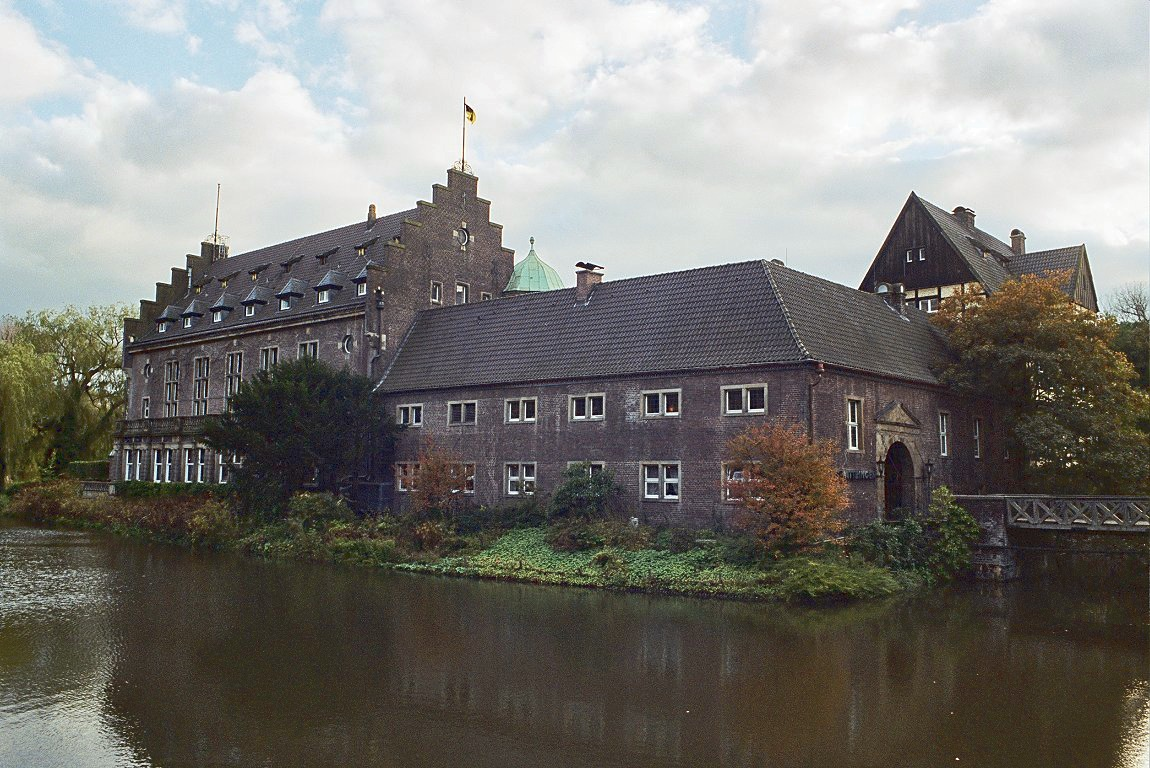
Le château vu du nord avec son entrée

Les seigneurs de l’endroit, les chevaliers de Wittringen, sont nommés en 1263 avec un Ludolfus de Witteringe qui fait construire un château fortifié. Celui-ci est un descendant de la famille von der Horst qui possède le château fort d’Altendorf au sud de la Ruhr, près de l’actuelle Essen. Le château est en la possession du seigneur Heinrich von Brachtbecke dit de Wittringen en 1394. Leurs armoiries sont intégrées aujourd’hui au blason de la ville de Gladbeck. Ernst von Oeffte bénéficie en 1438 de la moitié des terres de Wittringen, de la part du duc Adolphe de Clèves et fait construire le bâtiment principal. La famille von Oeffte obtient l’autre moitié plus tard, puis les terres entrent par mariage dans la famille von der Capellen au XVIe siècle, pendant cent cinquante ans.
La guerre de Trente Ans n’est pas sans laisser de traces à Wittringen. Le château est incendié par les soldats du duc de Hesse en 1642 et l’on construit ensuite à côté un petit château à colombages de deux étages devenu aujourd’hui un musée.
La famille von Vittinghoff de la branche de Schell devient propriétaire des terres et du château au début du XVIIIe siècle. Son dernier propriétaire est le baron Friedrich von Vittinghoff qui le vend, ainsi que les terres et les forêts, en 1922 pour 3,75 millions de marks à la ville de Gladbeck qui restaure l’ensemble.
Quant au bâtiment principal du château, avec ses pignons à échelons caractéristiques, il est restauré dans son ancienne splendeur d’’après les archives conservées au château de Hugenpoet, château du même style architectural Renaissance.

## Voir aussi

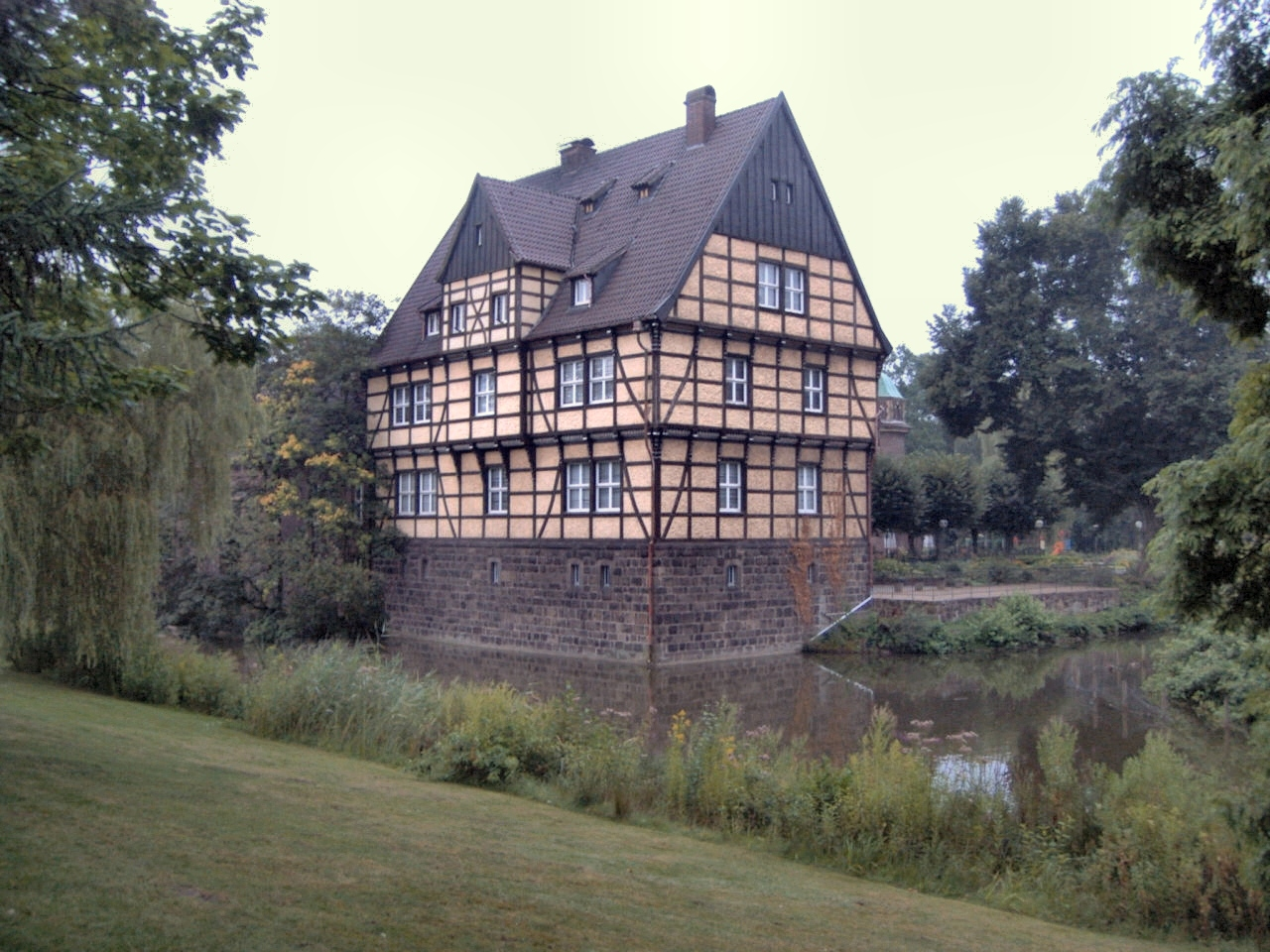
Le château annexe à colombages

## Source
- (de) Cet article est partiellement ou en totalité issu de l’article de Wikipédia en allemand intitulé « Schloss Wittringen » (voir la liste des auteurs).